# Griu de Barcelona
El Griu de Barcelona és una bèstia festiva i popular vinculada al barri de les Corts, Barcelona. Representa un animal mitològic medieval amb cap i ales d'ocell rapaç i cos de lleó. És una peça foguera que treu guspires des de dos punts del bec. És portada per una persona i pertany a l'Associació de Geganters de les Corts.
La figura, feta de fibra de vidre, és obra de l'imatger Xavier Jansana. El van presentar al parc de la Ciutadella el 30 de gener de 1994. D'ençà d'aleshores, ha participat en correfocs i espectacles pirotècnics de menes diferents, tant a les festes de les Corts com a les de la ciutat –la Mercè i Santa Eulàlia.